# دارکلا علیا
دارکلا علیا، روستایی است از توابع بخش مرکزی شهرستان چالوس در استان مازندران ایران.نام قدیمی این محل بیسکلات بوده که بعد از دهه پنجاه شمسی به مرور به دارکلا تغییر نام پیدا کرد.

## جمعیت
این روستا در دهستان کلارستاق شرقی قرار دارد و براساس سرشماری مرکز آمار ایران در سال ۱۳۸۵، جمعیت آن ۶۷۱ نفر (۱۷۵خانوار) بوده‌است. مردم دارکلا علیا از قومیت طبری هستند. مردم دارکلا به زبان طبری با گویش چالوسی سخن می‌گویند.